# Пащенко Андрій Якович
Андрій Якович Пащенко (вересень 1919 — листопад 1991, місто Київ) — український радянський партійний діяч, голова Державного комітету УРСР у справах видавництв, поліграфії і книжкової торгівлі. Кандидат у члени ЦК КПУ в 1976—1986 р. Член ЦК КПУ в 1986—1990 р. Депутат Верховної Ради УРСР 9—11-го скликань. Кандидат історичних наук.

## Біографія
У 1934—1939 роках — причіплювач, обліковець зернового радгоспу, бухгалтер Семипалатинської школи механізаторів Казахської РСР. У 1939—1944 роках — інструктор, завідувач відділу, секретар районного комітету ЛКСМ Казахстану, секретар міського комітету ЛКСМ Казахстану, інструктор ЦК ЛКСМ Казахстану, секретар Семипалатинського обласного комітету ЛКСМ Казахстану.
Член ВКП(б) з 1940 року.
У 1944 році — секретар Дніпропетровського обласного комітету ЛКСМУ. У 1944—1945 роках — секретар Петриківського районного комітету КП(б)У Дніпропетровської області. 
У 1945—1948 роках — слухач Вищої партійної школи при ЦК ВКП(б).
У 1948—1951 роках — інструктор, заступник завідувача відділу Дніпропетровського обласного комітету КП(б)У.
У 1951—1961 роках — директор Дніпропетровської обласної партійної школи, ректор Дніпропетровської Вищої партійної школи.
У 1961 — січні 1963 року — секретар Жовтневого районного комітету КПУ міста Дніпропетровська.
У січні 1963 — грудні 1964 року — секретар Дніпропетровського промислового обласного комітету КПУ з ідеології. У грудні 1964 — жовтні 1974 року — секретар Дніпропетровського обласного комітету КПУ з ідеології.
22 жовтня 1974 — 5 серпня 1988 року — голова Державного комітету Української РСР у справах видавництв, поліграфії і книжкової торгівлі.
З серпня 1988 року — на пенсії. Був головою правління Українського відділення Товариства радянсько-польської дружби, членом президії Українського товариства дружби і культурного зв'язку із зарубіжними країнами.
Помер у листопаді 1991 року в місті Києві.

## Нагороди
- орден Жовтневої Революції (27.08.1971)
- орден Трудового Червоного Прапора (1976)
- орден Дружби народів
- орден «Знак Пошани»
- медалі
- Почесна грамота Президії Верховної Ради Української РСР (26.09.1969)